# 埃斯特的瑪麗亞·貝亞特麗切
埃斯特的瑪麗亞·貝亞特麗切（義大利語：Maria Beatrice d'Este，1750年4月7日—1829年11月14日），馬薩與卡拉拉女公爵，摩德納公爵埃爾科萊三世·埃斯特的女兒。

## 家庭
1771年，瑪麗亞·貝亞特麗切與奧地利女大公瑪麗亞·特蕾莎的第四子斐迪南·卡爾結婚，兩人共有4子3女：
1. 瑪麗亞·特蕾莎（1773年—1832年），薩丁尼亞王后
2. 瑪麗亞·利奧波汀（1776年—1848年），巴伐利亞選侯夫人
3. 法蘭西斯科四世（1779年—1846年），摩德納公爵
4. 斐迪南·卡爾（1781年—1850年）
5. 馬克西米利安·約瑟夫（英语：Archduke Maximilian of Austria-Este）（1782年—1863年）
6. 卡爾·安布羅希俄斯（英语：Archduke Karl Ambrosius of Austria-Este）（1785年—1809年）
7. 瑪麗亞·盧多維卡（1787年—1816年），奧地利皇后